# Irolita
Irolita là một chi cá đuối trong họ Rajidae. Hai loài thuộc chi này, đều là loài đặc hữu của Úc, được tìm thấy ở khu vực ngoại vi thềm lục địa và cận rìa lục địa nơi có nền đất mềm, tại độ sâu từ 50–200 m với loài cá đuối phương nam và từ 142–209 m với loài cá đuối phương tây. Khu vực phân bố của hai loài này không chồng lấn lên nhau.
Cả hai loài đều mang đặc điểm đặc thù so với các loài cá đuối khác tại Úc với đĩa thân trơn, có vây ngực hình trái tim bo tròn. Chúng có đầu ngắn, với một u thịt nhỏ ở đầu mút mõm cùng lỗ thở rộng nằm sau mắt. Vành mũi của chúng dính lại với nhau thành mũi hai thùy, phát triển tốt che trước miệng. Các loài cá đuối thuộc chi Irolita có hàm hơi cong hình vòng cung, riêng hàm trên lộ ra ngoài. Răng của chúng khác biệt rõ rệt theo giới tính; răng cá đực trưởng thành có hình xiên dài, đỉnh nhọn, trong khi cá cái và cá non có răng dẹt với đỉnh sau ngắn. Vây bụng của cá mọc sâu vào thân, với một thùy trước khá dài và mảnh, một thùy sau rộng bầu. Đuôi cá hẹp, thon dần đến rất mảnh ở đầu mút gắn với hai vây lưng ở gần cuối. Chi cá Irolita có vây đuôi tiêu giảm thành những thùy mảnh. Cá đực có gai hình cánh gần đầu mút vây ngực, đuôi chúng phủ đầy những hàng lộn xộn gai nhỏ mọc cong về sau.

## Loài
- Irolita waitii McCulloch, 1911
- Irolita westraliensis Last & Gledhill, 2008